# Barrage de Devegeçidi
Le barrage de Devegeçidi est un barrage en Turquie. La rivière de Devegeçidi (Devegeçidi Çayı) ou rivière de Furtakşa (Furtakşa Çayı) conflue avec le Tigre à une vingtaine de kilomètres en aval du barrage. Le lac est alimenté par trois rivières.